# Křížová cesta (Havlíčkův Brod)
Zaniklá Křížová cesta v Havlíčkově Brodě vedla od kostela Nejsvětější Trojice v ulici U Trojice východním směrem ke Kalvárii, která se nachází v Parku Budoucnosti poblíž křižovatky ulic Prokopa Holého a Chelčického.

## Historie
Křížovou cestu tvořila řada zděných kapliček, z nichž se dochovala jedna pod Kalvárií. Cesta začínala u kostela Nejsvětější Trojice, postaveného roku 1720 zásluhou děkana Jana Křtitele Seidla. Dál vedla kolem trojboké barokní kaple Svatého Kříže (zvané též Svatého Grálu) a zaniklého Pabouskova statku. U tohoto statku stála poslední kaplička, zbořená koncem 70. let 20. století. Cesta končila na vrchu Kalvárie se třemi vztyčenými kříži.
Kříže na Kalvárii se původně nacházely o téměř kilometr dále na severovýchod.

### Poutní místo
Kaple Svatého Kříže stojí na místě, kde podle pověsti vyrostl tulipán se třemi květy u zázračné studánky se třemi prameny. Voda ze studánky uzdravila slepou mlynářku z nedalekého mlýna a místo se stalo vyhlášeným poutním místem se "zázračnou vodou". Studánka byla roku 1716 ohrazena a roku 1761 nad ní byla postavena kaple. Léčivý pramen časem zanikl a zůstala jen studna s "dobrou" vodou.
Tradiční pouti se na Křížové cestě konaly do 19. století. Kostel s kaplí jsou chráněny jako nemovitá Kulturní památka České republiky.

## Galerie

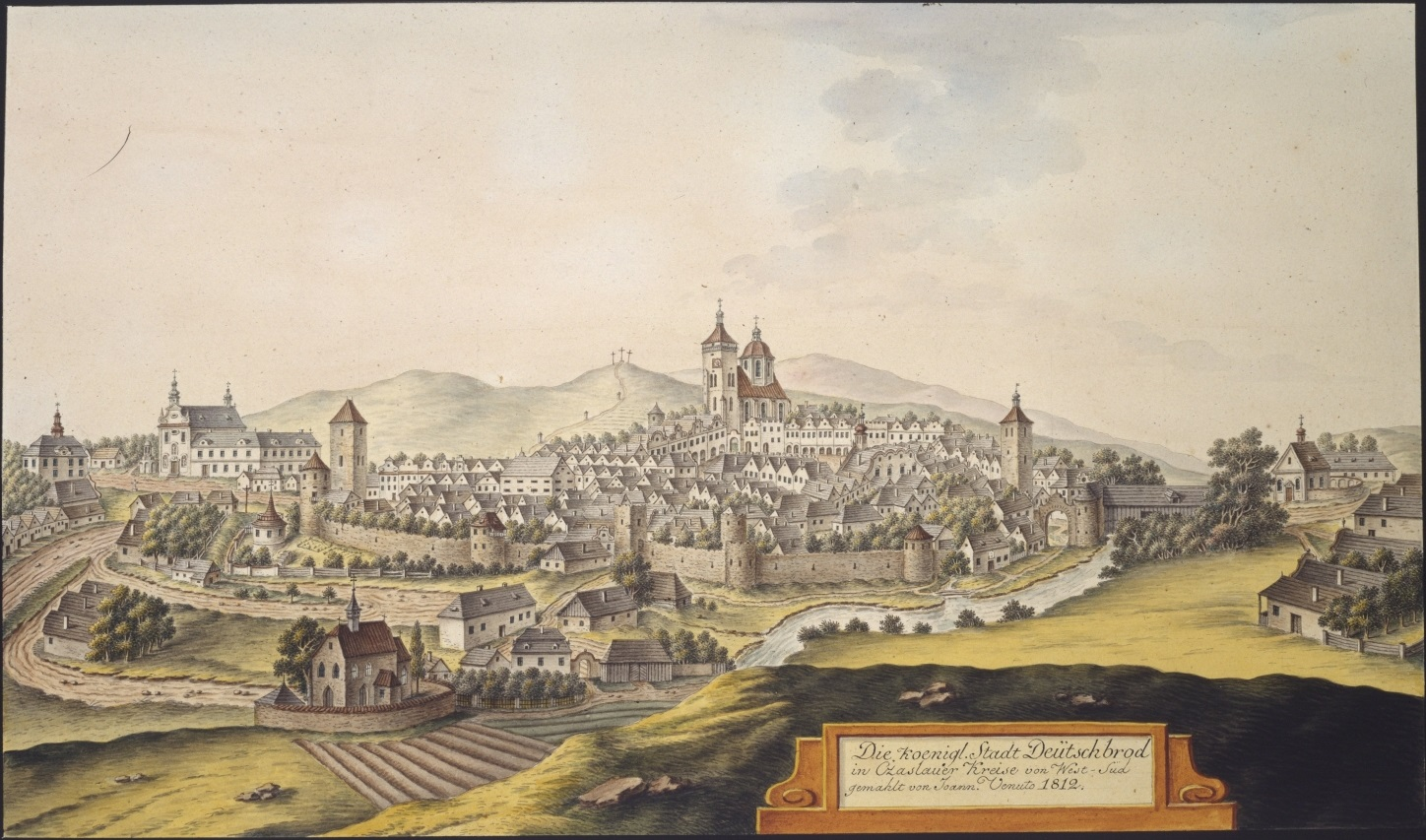
Kalvárie a křížová cesta nad městem (Joann Venuto, 1812)